# LCE1C
LCE1C (англ. Late cornified envelope 1C) – білок, який кодується однойменним геном, розташованим у людей на 1-й хромосомі. Довжина поліпептидного ланцюга білка становить 118 амінокислот, а молекулярна маса — 11 543.
| 10         |  | 20         |  | 30         |  | 40         |  | 50         |
| ---------- |  | ---------- |  | ---------- |  | ---------- |  | ---------- |
| MSCQQSQQQC |  | QPPPKCTPKC |  | PPKCPTPKCP |  | PKCPPKCPPV |  | SSCCSVSSGG |
| CCGSSSGGSC |  | GSSSGGCCSS |  | GGGGCCLSHH |  | RRRRSHCHRP |  | QSSGCCSQPS |
| GGSSCCGGGS |  | GQHSGGCC   |  |            |  |            |  |            |

C: Цистеїн

G: Гліцин

H: Гістидин

K: Лізин

L: Лейцин

M: Метіонін

P: Пролін

Q: Глутамін

R: Аргінін

S: Серин

T: Треонін

Задіяний у такому біологічному процесі, як кератинізація. 